# Гуртуев, Улан Майсуразович
Улан Майсуразович Гуртуев (род. 27 декабря 1979) — российский дзюдоист, бронзовый призёр чемпионатов России, призёр этапов Кубка Европы и мира, бронзовый призёр чемпионата мира в командном зачёте, мастер спорта России международного класса (2012). Выступал в лёгкой весовой категории (до 73 кг). Завершил спортивную карьеру.

## Спортивные результаты
- Чемпионат России по дзюдо 2004 года — ;
- Этап Кубка Европы 2008 года, Афины — ;
- Чемпионат России по дзюдо 2009 года — ;
- Этап Кубка мира 2010 года, Каир — ;
- Гран-при Дюссельдорф 2010 года — ;